# Aetiocetus
Aetiocetus es un género extinto de cetáceo misticeto que existió hace 25 millones de años, durante el periodo Oligoceno. Sus fósiles se han hallado al Norte del Pacífico, en Oregón, Estados Unidos. Fue descrito inicialmente por Douglas Emlong en 1966 y actualmente se considera que está conformado por cuatro especies, A cotylalveus, A. polydentatus, A. tomitai y A. weltoni.

## Descripción
Aetiocetus es un fósil transicional entre las ballenas primitivas y las más avanzadas, su espiráculo estaba ubicado a mitad de distancia entre el hocico y la parte a más alta de la cabeza, sitio donde se ubica en los misticetos actuales. Es una de las primeras ballenas barbadas (misticetos) que se conocen. El género, que más bien recuerda al de los arqueocetos, con un hocico pronunciado y cráneo aplanado, tenía una mandíbula libre como en los misticetos más avanzados. El cráneo de Aetiocetus también muestra que al animal le erupcionaba un juego completo de dientes, al mismo tiempo que tenía barbas. El cráneo tenía alrededor de cuarenta y cuatro dientes, compuesto de molares con coronas, caninos curvos e incisivos. Aetiocetus con mayor probabilidad se alimentaba de peces y crustáceos.
Douglas Emlong lo clasificó inicialmente en el suborden Archaeoceti, basado en su dentadura. Sin embargo, al ser analizado por Van Valen en 1968, traslado el género al suborden Mysticeti debido a su patrón óseo.

## Especies
- A. cotylalveus, especie tipo, Emlong, 1966
- A. polydentatus, Barnes, Kimura, Furusawa & Sawamura, 1995
- A. tomitai, Barnes, Kimura, Furusawa & Sawamura, 1995
- A. weltoni, Barnes, Kimura, Furusawa & Sawamura, 1995.[6]

## Géneros relacionados
- Ashorocetus
- Chonecetus
- Morawanocetus
- Willungacetus